# Івшин Феодор
Феодо́р І́вшин — російський та удмуртський священик, просвітитель. Жив і проповідував у XVIII столітті.
Настоятель Свято-Троїцького собору в селі Єлово, тепер Ярського району Удмуртської Республіки. Автор перших спроб впровадити удмуртську мову у православне богослужіння. У 1741-46 роках самостійно охрестив близько 2 тисяч удмуртів.
В часи християнізації удмуртів займався будівництвом нових храмів, самостійно визначав місця для нових приходів — Глазов, Поніно, Балезіно, Полом, Верхоксинське тощо. Однак не всі місцеві жителі сприйняли переведення їх у православні досить добре. Велика частина все ж таки були проти і намагались цьому всіляко перешкодити. Так, у Глазові 1745 року «вотяки, зібравшись з дреколієм» хотіли спалити будинок, де перебував Івшин разом з архімандритом Сільвестром. Але вже через 3 роки в цьому самому місті був збудований перший храм, де було похрещено близько 5 тисяч язичників.